# 武田晋
武田 晋（たけだ すすむ、1966年5月16日 - ）は、日本の俳優、劇作家、演出家、ナレーター、演技講師。北海道札幌市出身。アットプロダクション及びオフィスティンブル所属。

## プロフィール
- 1989年 総合芸能学院テアトルアカデミーに入所。民話芸術座にて全国の小中学校を周り役者修業。
- 1991年 北海道深川市にて俳優の武内文平に師事し演技を学ぶ。
- 1992年 札幌の演出家であるイナダ主宰の劇団『劇団イナダ組』の旗揚げに参加。
- 1994年 のちの『CREATIVE OFFICE CUE』会長である鈴井貴之主宰の劇団『OOPARTS』へ移籍。同時にローカルタレントとしてTVの深夜番組やラジオのレポーター等を始める。
- 1996年　独立し劇団『ジー・ウイルス』を結成。以降10年間主宰として全作品の作・演出を務める。メディアでは深夜番組のMCやナレーターなどを務め、裏方として放送作家もこなした。また、タレントスクールや専門学校の講師なども務める。
- 2006年　主宰劇団を解散。翌年専属で『劇団イナダ組』に14年ぶりに復帰。
- 2015年　この年から3年連続で同劇団の新宿シアターサンモールにての公演に参加。同公演では『水曜どうでしょうの』プロデューサー藤村忠寿と共演している[3]。
- 2018年　札幌への「禊」の芝居を上演するため『円山ドジャース』を結成。札幌小劇場団体では且つてない企業スポンサードによるCFやネット媒体でのクラウドファンディングなどで話題を呼び、演目『誰そ彼時（たそがれどき）』は1306名の動員で話題の作品となった。同年末に上京。29年ぶりに古巣テアトルアカデミーに復帰。

他、現在札幌の情報誌『O.tone』にてエッセー『野茂英雄の如く』を連載中。

## 経歴
生い立ち
昭和41年札幌市北区にて、長万部町出身の父親と札幌出身の母親の元に生れる。
新聞記者であった父の転勤で五つの小学校を渡り歩いた。東京西新宿近辺に住んでいた頃、黒柳徹子やあのねのねを生で観覧し、芸能人に会えたことに感動した。野球が大好きでありながら、転校が多かったために少年団等に入れず、高校で野球部に入るまでは野球初心者だった。
北海道札幌白石高等学校に入学し、念願の野球部に入部したが初心者のため万年補欠であった。
札幌学院大学に進学し、将来は大好きな野球で生活したいと社会人野球のマネージャーを志す。しかし、テレビドラマの若手俳優の姿を見て、芸能の世界に興味を持ち、俳優業への挑戦を始める。
駆け出し期
俳優になるため、養成所を数カ所受け、最初に合格したテアトルアカデミーに入所の為上京。バイトを掛け持ちしながら数多くのエキストラに参加する。しばらくして民話芸術座に出向。全国の小中学校を周るツアーに参加。数名の役者で各学校に出向き自分たちで設営、本番、撤去、そして移動という過酷な毎日を129ステージ経験。演目は「おつう」という鶴の恩返しの話。演じた役は鶴が機を織るところを目撃する村人の役が俳優デビューとなった。
劇団イナダ組・OOPARTS時代
平成2年より半年間北海道深川市在住の俳優武内文平に師事。後に知人を通して札幌の演出家・稲田博と出会い劇団イナダ組を旗揚げする。当時の札幌は鈴井貴之のOOPARTS、増澤ノゾムのPプロジェクト、斎藤歩の魴鮄舎が動員数1000名以上の人気劇団として君臨していた。その中に割って入ろうと稲田は武田を看板に精力的に活動する。この当時、北海学園大学の学生だった現TEAM NACS（チームナックス）の森崎博之をイナダ組の客演としてスカウトしている。
この間に鈴井貴之と知り合い、イナダ組で2年半の活動後、稲田に了解を得て鈴井にOOPARTS移籍を嘆願した。鈴井に受け入れられ入団と共に、鈴井が当時社長を務め、後に大泉洋が所属する芸能事務所CREATIVE OFFICE CUEにも所属する。OOPARTSには現TEAM NACSの安田顕も所属していた。間もなく北海道文化放送の深夜番組『禁断どんす』のレギュラーに抜擢されローカルメディアに登場する。この『禁断どんす』には後に全国区になるタカアンドトシや丸岡いずみ、宝積有香などが出演していた。またこの時代にOOPARTSメンバーであった田中護と『ユニットvirus』を組んで二人芝居を行っており、初めて作・演出を経験する。
ジー・ウイルス時代
平成9年に独立して自ら『劇団ジー・ウイルス』を旗揚げする。発足当時は募集で募った素人集団であったが、ミュージシャンやモデルを出演させたり、アート作家・造形作家がセットを作ったり、花火やCO2、映像などの特殊効果、スタイリストやメイクアップアーチストが参加したりなど複合的なアートなエンタメ作品を創作し話題になる。そして武田のメディア露出を中心に累計9名の団員がローカルテレビ各局にタレントとして出演。約1500名動員する劇団へと成長させた。その特異性から個人活動でも北海道文化財団主催の在札のダンサーやミュージシャンとの融合エンターティメントフュージョンと題したライブアクト『イエロードックスパイラル』や、講談師神田山陽と札幌交響楽団とバレエの融合『兵士の物語』などを構成演出する。かなりの勢いを示していたが、当時の札幌演劇界はTEAM NACS（チームナックス）が君臨しており、その陰に隠れて苦汁をなめていた。
作・演出家として集団をプロデュースする行き詰まりと、俳優として集中したい欲求から、劇団として脂が乗った時期であったが断腸の思いで平成18年に解散した。
第2期イナダ組時代
劇団ジーウイルス解散後の平成20年。旧知の中であった稲田博に誘われ14年振りに劇団イナダ組に復帰する。この頃に岸田國士戯曲賞受賞者である大阪の劇作家・演出家の深津篤史と、北海道教育文化会館主催の深津作品に参加することで知り合う。ここで深津の演出に感銘を受け、演出するのならば出演はしてはいけないことを学び、一演者としてやっていくことを決意する。
イナダ組では『コバルトにいさん』や『第三柿沼特攻隊』などで全国公演や道内各所のツアーにも参加。平成24年頃から稲田の意向で団体の形態が変わり、少数の団員以外は公演事に出演者を変えていった。それに伴い北海道テレビ放送（HTB）水曜どうでしょうディレクター藤村忠寿が役者として参加するようになる。初参加作品『わりと激しくゆっくりと』で新宿シアターサンモールにて公演以降、札幌小劇団としては異例の毎年の東京公演を決行。藤村との共演、東京公演、演技へのアプローチ変化、そして50歳を迎えるにあたり心境の変化が訪れ、平成30年に30年振りに作演出作品『誰そ彼時（たそがれどき）』をイナダ組で公演後、東京市場を意識するようになる。
円山ドジャースと東京市場への挑戦
平成30年に芸歴30周年を迎えた記念と今まで支え応援してくれた札幌への「禊」として、札幌演劇シーズン『誰そ彼時』を再演するが為に『円山ドジャース』を結成。円山ドジャースは、憧れだった野球少年団をモチーフに自ら監督と肩書をつけ出演者を選手と呼び、演劇という名義を遠ざけたお祭りをコンセプトとした。選手たちは各時代時代で出会った縁の人達で、先輩や後輩役者、イナダ組で同志的な存在の山村素絵、UHBで時代を共にしたフリーアナウンサー安達祐子、ニュースキャスター沢英里子、ジー・ウイルス時代を支えた札幌ギャグメッセンジャーズ黒岩孝康、呑み仲間である元ロックバンドFOLKSボーカル岩ヰフミト、武田が演技講師を努めてた札幌ビジュアルアーツパフォーマンス学科の各世代の卒業生とテアトルアカデミー札幌校のレッスン生などが応援に駆け付けた。『誰そ彼時』は企業スポンサードによるCFやネット媒体でのクラウドファンディングなどで話題を呼び、10年振りの作・演出作品で且つ一度限りの団体ながらも話題をよび約1500名の動員を記録した。千秋楽では閉会式と題して札幌発信の終わりを告げ東京市場への挑戦を宣言し、同年末に上京。古巣テアトルアカデミーに復帰した。

## 出演作品
| 年月日 | タイトル                                                                                    | メディア                       | ジャンル                 | 役名他                     |
| ------ | ------------------------------------------------------------------------------------------- | ------------------------------ | ------------------------ | -------------------------- |
| 1992年 | TAKEDA～ノルウェイの森～                                                                    | 劇団イナダ組                   | 演劇                     |                            |
| 1992年 | ヘブンザゲート                                                                              | 劇団イナダ組                   | 演劇                     |                            |
| 1992年 | テレビ３～夢のちまた～                                                                      | 劇団イナダ組                   | 演劇                     |                            |
| 1993年 | モザイクな夜                                                                                | 北海道テレビ放送               | バラエティ               |                            |
| 1993年 | 週刊Nanだ!Canだ!                                                                            | 北海道テレビ放送               | バラエティ               |                            |
| 1993年 | パブリスト                                                                                  | 劇団イナダ組                   | 演劇                     |                            |
| 1993年 | マーブルテーブルトラブル                                                                    | 劇団イナダ組                   | 演劇                     |                            |
| 1993年 | スリーストーリーズ                                                                          | OOPARTS                        | 演劇                     |                            |
| 1994年 | 禁断どんす                                                                                  | 北海道文化放送                 | バラエティ               |                            |
| 1994年 | ホモサピエンス                                                                              | OOPARTS                        | 演劇                     |                            |
| 1994年 | 明日赤平で                                                                                  | OOPARTS                        | 演劇                     |                            |
| 1994年 | 叙情派演劇                                                                                  | virus                          | 演劇                     |                            |
| 1994年 | ホーム・レス                                                                                | OOPARTS                        | 演劇                     |                            |
| 1995年 | 叙情派演劇                                                                                  | virus                          | 演劇                     |                            |
| 1995年 | アライブ                                                                                    | OOPARTS                        | 演劇                     |                            |
| 1995年 | リセット                                                                                    | OOPARTS                        | 演劇                     |                            |
| 1996年 | 三人で峠を歩いた                                                                            | 北海道テレビ放送               | ドラマ                   |                            |
| 1996年 | ガメラ2 レギオン襲来                                                                        | 大映                           | 映画                     |                            |
| 1996年 | 瞬感壊楽                                                                                    | viruss                         | 演劇                     |                            |
| 1997年 | ユナイテッドTVショッピング                                                                  |                                |                          |                            |
| 1997年 | O                                                                                           | viruss                         | 演劇                     |                            |
| 1997年 | there is no!･･･                                                                             | viruss                         | 演劇                     |                            |
| 1998年 | Zepp-eein                                                                                   | 北海道文化放送                 | バラエティ               |                            |
| 1998年 | おもしろ万年堂劇場                                                                          | 北海道文化放送                 | バラエティ               | 脚本・構成                 |
| 1998年 | Mama                                                                                        | viruss                         | 演劇                     |                            |
| 1998年 | next                                                                                        | 劇団32口径 vs viruss           | 演劇                     |                            |
| 1998年 | サンゴーズダウン                                                                            | viruss                         | 演劇                     |                            |
| 1999年 | おもしろの殿堂スペシャル                                                                    | 北海道文化放送                 | バラエティ               | 構成                       |
| 1999年 | どうにも首がまわらない                                                                      | オフィスティンブルプロデュース | 演劇                     |                            |
| 1999年 | スピリッツオブザモンキーズ                                                                  | ジー・ウイルス                 | 演劇                     |                            |
| 2000年 | 土曜近田DADA                                                                                | 北海道文化放送                 | バラエティ               | 出演・構成                 |
| 2000年 | 走るメロス                                                                                  | 北海道文化放送                 | ドラマ                   | MC・構成                   |
| 2000年 | 金曜エンタテイメント「女検死官」                                                            | フジテレビジョン               | ドラマ                   | 出演                       |
| 2000年 | 催眠                                                                                        | TBSテレビ                      | ドラマ                   |                            |
| 2000年 | mama～幸福の惨劇～                                                                          | ジー・ウイルス                 | 演劇                     |                            |
| 2000年 | シースルー                                                                                  | オフィスティンブルプロデュース | 演劇                     |                            |
| 2000年 | イエロードッグスパイラル                                                                    | ジー・ウイルス                 | 演劇                     |                            |
| 2001年 | ガリレイのU2                                                                                | 北海道文化放送                 | バラエティ               |                            |
| 2001年 | 生活幸せ研究所プレプレ                                                                      | 北海道テレビ放送               | バラエティ               |                            |
| 2001年 | 原田大二郎の木曜相談室                                                                      | 北海道文化放送                 | バラエティ               |                            |
| 2001年 | ゴドーは待っていた                                                                          | オフィスティンブルプロデュース | 演劇                     |                            |
| 2002年 | カチヌケ                                                                                    | 北海道文化放送                 | バラエティ               | 出演・構成                 |
| 2002年 | ビデオレター                                                                                | FNSソフト工場                  | ドラマ                   |                            |
| 2002年 | スパイダーズウェブブラッド                                                                  | ジー・ウイルス                 | 演劇                     |                            |
| 2002年 | ボトルドブルーバンビ                                                                        | ジー・ウイルス                 | 演劇                     |                            |
| 2003年 | きんぱら                                                                                    | 北海道文化放送                 | ドラマ                   | 企画・ドラマ脚本           |
| 2003年 | エンターテインメントフュージョン／イエロードッグスパイラル                                  | 北海道舞台塾                   | 演劇                     | 総合演出・出演             |
| 2003年 | アイオイサンゴ                                                                              | 北の舞台創造企画               | 演劇                     |                            |
| 2004年 | フレッシャーズ                                                                              | 北海道文化放送                 | ドラマ                   | 出演・キャスティング       |
| 2004年 | ススム話食探偵                                                                              | 北海道文化放送                 | バラエティ               | MC・脚本・構成             |
| 2004年 | 神田山陽の兵士の物語                                                                        | 北海道舞台塾                   | 演劇                     | 演出・脚色・出演           |
| 2004年 | キャバレーピンキーホール                                                                    | ジー・ウイルス                 | 演劇                     |                            |
| 2004年 | 弥生三番街ゴールデンキラーズ                                                                | ジー・ウイルス                 | 演劇                     |                            |
| 2005年 | Dcafe                                                                                       | STVラジオ                      | バラエティ               | 脚本・構成                 |
| 2005年 | 真夜中の少年チェリー                                                                        | ジー・ウイルス                 | 演劇                     |                            |
| 2005年 | キャバレーピンキーホール～オリジン～                                                        | ジー・ウイルス                 | 演劇                     |                            |
| 2006年 | オンシアター爆笑探偵団                                                                      | FNSソフト工場                  | バラエティ               | 出演・キャスティング       |
| 2006年 | マリアが逝った朝                                                                            | ジー・ウイルス                 | 演劇                     |                            |
| 2006年 | キククスリ                                                                                  | 劇団イナダ組                   | 演劇                     |                            |
| 2007年 | ドラマチック                                                                                | HBCラジオ                      | ラジオドラマ             |                            |
| 2007年 | 第2柿沼特攻隊                                                                               | 劇団イナダ組                   | 演劇                     |                            |
| 2007年 | カノン、カノン                                                                              | 札幌芸術劇場                   | 演劇                     | 深津篤史作品               |
| 2008年 | 札幌トヨペット 二人の帰り道                                                                 | FMノースウェーブ               |                          |                            |
| 2008年 | 正しい餃子の作り方                                                                          | 北海道舞台塾                   | 演劇                     |                            |
| 2008年 | Suesite                                                                                     | 劇団イナダ組                   | 演劇                     |                            |
| 2008年 | キカヌクスリ                                                                                | 劇団イナダ組                   | 演劇                     |                            |
| 2009年 | プーチンの落日                                                                              | 劇団イナダ組                   | 演劇                     |                            |
| 2009年 | コバルトにいさん                                                                            | 劇団イナダ組                   | 演劇                     |                            |
| 2010年 | 元旦スペシャルドラマ 相棒                                                                   | テレビ朝日                     | ドラマ                   |                            |
| 2010年 | ぐるぐるぐる～その交差する点で～                                                            | 北海道舞台塾                   | 演劇                     |                            |
| 2010年 | たくらん                                                                                    | 劇団イナダ組                   | 演劇                     |                            |
| 2010年 | ラストオブロスト                                                                            | 劇活くらぶ                     | 演劇                     | 脚色・演出                 |
| 2011年 | ぐるぐる、しない                                                                            | 北海道舞台塾                   | 演劇                     |                            |
| 2011年 | 第三柿沼特攻隊                                                                              | 劇団イナダ組                   | 演劇                     |                            |
| 2012年 | あした 氣がふれたい                                                                         | 劇団イナダ組                   | 演劇                     | 出演                       |
| 2013年 | NHK特集ドラマ 極北ラプソディー                                                              | 日本放送協会（NHK)             | ドラマ                   |                            |
| 2013年 | 月曜ゴールデン 笑う警官                                                                     | TBSテレビ                      |                          |                            |
| 2013年 | ジャンキー・モンキー・ベイビー                                                              | 劇団イナダ組                   | 演劇                     |                            |
| 2013年 | 札幌演劇シーズン2013・夏 キカヌクスリ                                                       | 劇団イナダ組                   | 演劇                     |                            |
| 2013年 | 札幌演劇シーズン2013・冬 ライナス                                                           | 劇団イナダ組                   | 演劇                     |                            |
| 2014年 | わりと激しくゆっくりと                                                                      | 劇団イナダ組                   | 演劇                     |                            |
| 2015年 | Oi                                                                                          | 劇団イナダ組                   | 演劇                     |                            |
| 2015年 | 札幌演劇シーズン2015・冬 カメヤ演芸場物語                                                   | 劇団イナダ組                   | 演劇                     |                            |
| 2015年 | わりと激しくゆっくりと                                                                      | 劇団イナダ組                   | 演劇                     | 東京シアターサンモール公演 |
| 2016年 | Oi                                                                                          | 劇団イナダ組                   | 演劇                     |                            |
| 2016年 | 亀屋ミュージック劇場                                                                        | 劇団イナダ組                   | 演劇                     |                            |
| 2016年 | 誰そ彼時                                                                                    | 劇団イナダ組                   | 演劇                     | 作・演出                   |
| 2017年 | シャケと爺いと駅と                                                                          | 劇団イナダ組                   | 演劇                     |                            |
| 2017年 | YAMAKIN-CHAN                                                                                | 劇団イナダ組                   | 演劇                     |                            |
| 2017年 | 土曜プレミアム「衝撃スクープSP 30年目の真実～東京・埼玉連続幼女誘拐殺人犯・宮崎勤の肉声～」 | フジテレビジョン               | ドラマ                   |                            |
| 2018年 | 札幌演劇シーズン2018・冬 誰そ彼時                                                           | 円山ドジャース                 | 演劇                     | 作・演出・出演             |
| 2019年 | HTB開局50周年ドラマ チャンネルはそのまま!                                                   | 北海道テレビ放送               | ドラマ                   | 柏木孝泰（報道部長） 役    |
| 2019年 | ニッポンをつなぐ物語～おばあちゃんのお漬物編～                                              | JR                             | ドラマ                   |                            |
| 2019年 | Back Street Girls -ゴクドルズ-                                                              | 東宝                           | 映画                     | 社長役                     |
| 2019年 | プリンセス美智子さま物語 知られざる愛と苦悩の軌跡                                           | フジテレビジョン               | ドラマ                   | 新聞局長役                 |
| 2019年 | オトナの土ドラ『リカ』                                                                      | フジテレビジョン               | ドラマ                   | 佐々木部長役               |
| 2020年 | 札幌アートライブ YouTubeドラマ 君に話しかける僕は誰？                                       | 円山ドジャース                 | 演劇                     | 男役                       |
| 2020年 | 札幌アートライブ「sapporo acoustic theater」                                                | YouTube                        |                          | MC                         |
| 2021年 | 何でもない日                                                                                |                                | ネットイベント短編ドラマ | コンビニ店長役             |
| 2021年 | 北海道科学大学                                                                              |                                | CF                       | ナレ―ション                |
| 2021年 | 民放ラジオラジスマキャンペーン 「ラジスマ」                                                 |                                | CM                       | 朝のお父さん役             |
| 2021年 | HTBイチモニ劇場                                                                             | 北海道テレビ放送               | ドラマ                   | 夫役                       |
| 2021年 | たったひとつの想いをカタチに ーYさんの書斎ー                                                | YouTube                        |                          | Yさん役                    |
| 2021年 | ホーム                                                                                      |                                | 映画                     | 鈴木勝役                   |
| 2021年 | ようこそ東映撮影所へ                                                                        | 東映                           | ネット映画               | 芸能プロ社長役             |
| 2021年 | 世のも奇妙な物語2021秋の特別編「スキップ」                                                  | フジテレビジョン               | ドラマ                   | 斎藤教授役                 |
| 2021年 | BBHF「ホームラン」                                                                          | YouTube他                      | MⅤ                       | アナーキーアンクル役       |
| 2022年 | 総理の夫                                                                                    | 東映                           | 映画                     | 八百屋店主役               |
| 2022年 | 富士メガネ                                                                                  |                                | CM                       | 客役                       |
| 2022年 | アクトレス・モンタージュ                                                                    |                                | 映画                     | 比嘉祥平役                 |
| 2022年 | 遠くへ、もっと遠くへ                                                                        |                                | 映画                     | 漁師役                     |
| 2022年 | 黙秘犯                                                                                      | テレビ東京                     | ドラマ                   | 料亭主人役                 |
| 2022年 | 夏の匂いは嫌いじゃない                                                                      | WAOエンターテイメント          | 舞台                     | 仲野役                     |
| 2022年 | 四つ葉乳業                                                                                  |                                | CF                       | ナレーション               |
| 2022年 | ウィステリア                                                                                |                                | CF                       | ナレーション               |
| 2022年 | ローソン北海道                                                                              |                                | CF                       | ナレーション               |
| 2023年 | 弁当屋さんのおもてなし                                                                      | 北海道テレビ放送               | ドラマ                   | 上司役                     |
| 2023年 | さらば、銃よ 警視庁特別銃装班                                                               | Lemino                         | ネットドラマ             | 警察官僚役                 |
| 2024年 | さよならのつづき                                                                            | Netflix                        | ドラマ                   | 警備員役                   |
| 2025年 | 鈴井貴之の道民ドラマ                                                                        | NHK総合                        | ドラマ                   | 岩政光男役                 |